# Relaciones Bolivia-Italia
Las Relaciones Bolivia-Italia se refiere a las relaciones exteriores existentes entre el Estado Plurinacional de Bolivia y la República Italiana. Las relaciones diplomáticas entre ambos países data desde el año 1866.
En la actualidad, las relaciones entre ambos países son excelentes.

## Historia

### sigloXIX
Las relaciones diplomática entre ambos países comienza a partir del año 1866. Cabe mencionar que durante gran parte del siglo XIX, empezaron a llegar a Bolivia desde Chile los primeros inmigrantes italianos , para trabajar en la construcción de ferrocarriles así como ingresaron al comercio, abriendo empresas comerciales en el ámbito 
alimenticio y textil contribuyendo al desarrollo económico del país.

### sigloXX
Durante el siglo XX, la inmigración italiana comenzó a aumentar en Bolivia debido a las guerras mundiales y también a la subida del fascismo en Italia.

## Migración

### Inmigración boliviana en Italia
La emigración boliviana hacia Italia comenzó a crecer a partir de la década de 1990. 
Según los resultados del censo boliviano de 2012 llevado a cabo por el Instituto Nacional de Estadística (INE), demostraron que en Italia vivían alrededor de 8 630 bolivianos, siendo los cochabambinos los que más emigran hacia Italia, convirtiéndose en la comunidad más grande.
| Bolivianos viviendo en Italia por Departamento de Origen (censo de 2012) Según el Instituto Nacional de Estadística (INE) | Bolivianos viviendo en Italia por Departamento de Origen (censo de 2012) Según el Instituto Nacional de Estadística (INE) | Bolivianos viviendo en Italia por Departamento de Origen (censo de 2012) Según el Instituto Nacional de Estadística (INE) | Bolivianos viviendo en Italia por Departamento de Origen (censo de 2012) Según el Instituto Nacional de Estadística (INE) |
| Posición | Departamento | Cantidad | Porcentage |
| --- | --- | --- | --- |
| 1.º | Cochabamba | 3 462 cochabambinos | 40,11 % |
| 2.º | Santa Cruz | 2 411 cruceños | 27,93 % |
| 3.º | La Paz | 1 347 paceños | 15,60 % |
| 4.º | Beni | 589 benianos | 6,82 % |
| 5.º | Chuquisaca | 275 chuquisaqueños | 3,18 % |
| 6.º | Oruro | 213 orureños | 2,46 % |
| 7.º | Potosí | 168 potosinos | 1,94 % |
| 8.º | Tarija | 121 tarijeños | 1,40 % |
| 9.º | Pando | 44 pandinos | 0,50 % |
| Total | Bolivia | 8 630 bolivianos | 100 % |
| Fuente: Instituto Nacional de Estadística de Bolivia INE (2019)                                                           | | | |

Según las cifras de la Organización de las Naciones Unidas (ONU), habría porlomenos 15 794 bolivianos viviendo en Italia hasta el año 2019.
| Año                                                    | Bolivianos viviendo en Italia (Según la ONU) |
| ------------------------------------------------------ | -------------------------------------------- |
| 1990                                                   | 94 bolivianos                                |
| 1995                                                   | 1 018 bolivianos                             |
| 2000                                                   | 1 942 bolivianos                             |
| 2005                                                   | 8 819 bolivianos                             |
| 2010                                                   | 15 410 bolivianos                            |
| 2015                                                   | 15 664 bolivianos                            |
| 2017                                                   | 15 974 bolivianos                            |
| 2019                                                   | 15 794 bolivianos                            |
| Fuente: Organización de las Naciones Unidas ONU (2018) |                                              |

## Cooperación italiana
En 1986, la cooperación italiana llega por primera vez a Bolivia. Ese mismo año se firma el "Acuerdo de Cooperación Técnica" entre los gobiernos de Italia y Bolivia. Esta cooperación esta destinada a ejecutar proyectos de desarrollo social en los diferentes Departamentos de Bolivia en todo el territorio boliviano en los ámbitos de: salud, agricultura, transporte, recursos hídricos, seguridad alimentaria y medio ambiente.

## Embajadores

### Embajadores de Bolivia en Italia
| Embajadores Bolivianos en Italia                 | Designado por el Presidente de Bolivia | Período como Embajador o Embajadora          | Referencias   |
| ------------------------------------------------ | -------------------------------------- | -------------------------------------------- | ------------- |
| Moira Paz Campero (1957-)                        | Gonzalo Sánchez de Lozada              | 10 de agosto de 1993 - 10 de agosto de 1997  |               |
| David Blanco Zabala                              | Hugo Banzer Suárez                     | 18 de abril de 2000 - 10 de agosto de 2002   | [ 13 ] [ 14 ] |
| Moira Paz Campero (1957-)                        | Carlos Mesa Gisbert                    | 17 de octubre de 2003 - 3 de abril de 2007   | [ 15 ]        |
| Esteban Elmer Catarina Mamani                    | Evo Morales Ayma                       | 3 de abril de 2007 - 3 de septiembre de 2010 | [ 16 ]        |
| Grover Terán Gamboa                              | Evo Morales Ayma                       | 3 de febrero de 2011 - 6 de marzo de 2012    | [ 17 ]        |
| Antolin Ayaviri                                  | Evo Morales Ayma                       | 6 de marzo de 2012 - 5 de enero de 2018      |               |
| Carlos Aparicio Vedia (1982-)                    | Evo Morales Ayma                       | 5 de enero de 2021 - 16 de noviembre de 2021 |               |
| Marianne Michelle Guachalla Sahonero (encargada) | Jeanine Áñez Chávez                    | 5 de enero de 2021 - 16 de noviembre de 2021 |               |
| Sonia Silvia Brito Sandoval (1962-)              | Luis Arce Catacora                     | 10 de septiembre de 2021                     | [ 18 ] [ 19 ] |